# Sân bay quốc tế Kosrae
Sân bay quốc tế Kosrae (IATA: KSA, ICAO: PTSA, FAA LID: TTK) là một sân bay phục vụ Kosrae, bang cực đông của Liên bang Micronesia. Nó nằm trên một hòn đảo nhân tạo trong rạn san hô xung quanh khoảng 150 mét từ bờ biển và được kết nối với hòn đảo chính bằng một đường đắp cao.
Sân bay đã được liên tục phục vụ bởi United Airlines (trước đây là Continental Micronesia) dịch vụ Island Hopper giữa Guam và Honolulu, dừng hai chuyến một tuần tại Kosrae theo từng hướng. Kosrae nằm ở trung độ từ cả Guam và Honolulu. Tính đến tháng 6 năm 2015, Nauru Airlines dừng tại Kosrae mỗi tuần một lần theo mỗi hướng giữa Nauru và Chuuk.